# Episodi di Mickey Rooney Show
La prima e unica stagione della serie televisiva Mickey Rooney Show è andata in onda negli Stati Uniti dal 28 agosto 1954 al 7 maggio 1955 sulla NBC.
| nº | Titolo originale         | Prima TV USA      | Titolo italiano | Prima TV Italia |
| -- | ------------------------ | ----------------- | --------------- | --------------- |
| 1  | Pilot                    | 28 agosto 1954    |                 |                 |
| 2  | The Moon or Bust         | 4 settembre 1954  |                 |                 |
| 3  | Disc Jockey              | 11 settembre 1954 |                 |                 |
| 4  | Double Trouble           | 18 settembre 1954 |                 |                 |
| 5  | Private Eye              | 25 settembre 1954 |                 |                 |
| 6  | The Grunion Hunt Mystery | 2 ottobre 1954    |                 |                 |
| 7  | Ghost Story              | 9 ottobre 1954    |                 |                 |
| 8  | The Lion Hunt            | 16 ottobre 1954   |                 |                 |
| 9  | The Bronc Buster         | 23 ottobre 1954   |                 |                 |
| 10 | Tiger Mulligan           | 30 ottobre 1954   |                 |                 |
| 11 | The Other Woman          | 6 novembre 1954   |                 |                 |
| 12 | Diamond in the Rough     | 20 novembre 1954  |                 |                 |
| 13 | The Executive            | 27 novembre 1954  |                 |                 |
| 14 | The Seance               | 4 dicembre 1954   |                 |                 |
| 15 | The Voice                | 11 dicembre 1954  |                 |                 |
| 16 | Miss I.B.C.              | 18 dicembre 1954  |                 |                 |
| 17 | Fan Mail                 | 25 dicembre 1954  |                 |                 |
| 18 | Scoop Mulligan           | 1º gennaio 1955   |                 |                 |
| 19 | The Fur Coat             | 8 gennaio 1955    |                 |                 |
| 20 | The Basketball Star      | 15 gennaio 1955   |                 |                 |
| 21 | The Wedding Present      | 22 gennaio 1955   |                 |                 |
| 22 | Mickey and the Mummy     | 29 gennaio 1955   |                 |                 |
| 23 | Seven Days to Doom       | 5 febbraio 1955   |                 |                 |
| 24 | Cinderella Nell          | 12 febbraio 1955  |                 |                 |
| 25 | Star Struck              | 19 febbraio 1955  |                 |                 |
| 26 | The Average Man          | 26 febbraio 1955  |                 |                 |
| 27 | Friends and Foes         | 5 marzo 1955      |                 |                 |
| 28 | The Producer             | 12 marzo 1955     |                 |                 |
| 29 | Society Woman            | 26 marzo 1955     |                 |                 |
| 30 | The Giant Killer         | 2 aprile 1955     |                 |                 |
| 31 | The Surplus Store        | 16 aprile 1955    |                 |                 |
| 32 | The Guardian             | 23 aprile 1955    |                 |                 |
| 33 | The Robot                | 7 maggio 1955     |                 |                 |

## Pilot
- Prima televisiva: 28 agosto 1954
- Diretto da: Richard Quine
- Scritto da: Blake Edwards, Richard Quine

### Trama
- Interpreti: Mickey Rooney (Mickey Mulligan), Regis Toomey (Joe Mulligan), Claire Carleton (Nell Mulligan), John Hubbard (Mr. Brown), Robert Clarke (David Lambert), Alan Mowbray (Jonathan Swift, Drama Instructor), William Bakewell (Rogerson P. Hammerstine), Patricia Walker (Patricia Hardy), Joanne Jordan (Julie), Michael Fox (padre di Julie)

## The Moon or Bust
- Prima televisiva: 4 settembre 1954
- Diretto da: Leslie H. Martinson
- Scritto da: John Fenton Murray, Benedict Freedman

### Trama
- Interpreti: Mickey Rooney (Mickey Mulligan), Regis Toomey (Joe Mulligan), Claire Carleton (Nell Mulligan), Joey Forman (Freddy Devlin), Roscoe Ates (Henry), Ellen Corby (Martha), Maurice Cass (Prof. Gordon), Clark Howat (Commentator)

## Disc Jockey
- Prima televisiva: 11 settembre 1954

### Trama
- Interpreti: Mickey Rooney (Mickey Mulligan), Carla Balenda (Pat), Claire Carleton (Nell Mulligan), John Eldredge (Briggs), James Flavin (capitano Otis), Maurice Hart (annunciatore, voce), John Hubbard (Mr. Brown), Frank Marlowe (ufficiale Simmons), Regis Toomey (Joe Mulligan)

## Double Trouble
- Prima televisiva: 18 settembre 1954

### Trama
- Interpreti: Mickey Rooney (Mickey Mulligan), Carla Balenda (Patricia Hardy), Regis Toomey (Joe Mulligan), Claire Carleton (Nell Mulligan), John Hubbard (Mr. Brown), Paul Dubov (Harry Archerd), Laurette Luez (Samal), George Givot (Quinsat), Michael Ross (Ixhitt), George Spelvin (Jacques de Varenne)

## Private Eye
- Prima televisiva: 25 settembre 1954

### Trama
- Interpreti: Mickey Rooney (Mickey Mulligan), John Hubbard (Mr. Brown)

## The Grunion Hunt Mystery
- Prima televisiva: 2 ottobre 1954

### Trama
- Interpreti: Mickey Rooney (Mickey Mulligan), Carla Balenda (Pat), Claire Carleton (Nell Mulligan), Pat Carroll (Bobo), Joey Forman (Freddie), Dorothy Green (sergente Rogers), Patricia Hardy (Audrey), Lou Krugman (The Artist), Regis Toomey (Joe Mulligan), Herb Vigran (capitano della polizia)

## Ghost Story
- Prima televisiva: 9 ottobre 1954

### Trama
- Interpreti: Mickey Rooney (Mickey Mulligan), John Hubbard (Mr. Brown)

## The Lion Hunt
- Prima televisiva: 16 ottobre 1954

### Trama
- Interpreti: Mickey Rooney (Mickey Mulligan), Regis Toomey (Joe Mulligan), Claire Carleton (Nell Mulligan), Joey Forman (Freddy Devlin), John Hubbard (Mr. Brown), Carla Balenda (Pat), Gil Frye (Victor Roberts), Jimmy Cross (Lion Trainer), Maurice Hart (annunciatore, voce)

## The Bronc Buster
- Prima televisiva: 23 ottobre 1954
- Diretto da: Leslie H. Martinson
- Scritto da: Benedict Freedman, John Fenton Murray

### Trama
- Interpreti: Mickey Rooney (Mickey Mulligan), Regis Toomey (Joe Mulligan), Claire Carleton (Nell Mulligan), Joey Forman (Freddy Devlin), John Hubbard (Mr. Brown), Carla Balenda (Patricia Hardy), Ray Boyle (Texan Rusty Evans), Tom Carr (Carr), Frank Mitchell (barista)

## Tiger Mulligan
- Prima televisiva: 30 ottobre 1954

### Trama
- Interpreti: Mickey Rooney (Mickey Mulligan), Carla Balenda (Pat), Claire Carleton (Nell Mulligan), Joey Forman (Freddie), Tom Hennesy (Jack Corey), John Hubbard (Mr. Brown), Charles Smith (Stock Corey), Regis Toomey (Joe Mulligan), Bill Walker (Henry), Harry Wilson (Attendant)

## The Other Woman
- Prima televisiva: 6 novembre 1954

### Trama
- Interpreti: Mickey Rooney (Mickey Mulligan), Regis Toomey (Joe Mulligan), Claire Carleton (Nell Mulligan), Joey Forman (Freddy Devlin), John Hubbard (Mr. Brown), Jean Willes (Cynthia), Richard Avonde (Prince Ahmed Abdullah), Hillary Brooke (Mrs. Brown)

## Diamond in the Rough
- Prima televisiva: 20 novembre 1954

### Trama
- Interpreti: Mickey Rooney (Mickey Mulligan), Regis Toomey (Joe Mulligan), Claire Carleton (Nell Mulligan), Joey Forman (Freddy Devlin), John Hubbard (Mr. Brown), Gloria Ann Simpson (Mrs. Courtney), Helen Eby-Rock (Ethel), Russ Scott (Brady), Douglas Evans (Dan Carter), Sig Frohlich (Caddy)

## The Executive
- Prima televisiva: 27 novembre 1954
- Diretto da: Leslie H. Martinson
- Scritto da: Benedict Freedman

### Trama
- Interpreti: Mickey Rooney (Mickey Mulligan), Carla Balenda (Patricia Hardy), Regis Toomey (Joe Mulligan), Claire Carleton (Nell Mulligan), Angie Dickinson (receptionist), Harry Tyler (Bellboy), Paul Savage (J.R. Hercules Jr.), Paul Knight (uomo, voce), Juney Ellis (donna, voce), Sig Frohlich (uomo), Billy Bletcher (J.R. Hercules Sr.)

## The Seance
- Prima televisiva: 4 dicembre 1954

### Trama
- Interpreti: Mickey Rooney (Mickey Mulligan), Carla Balenda (Pat), Claire Carleton (Nell Mulligan), George Chandler (Toby Napolean), Joey Forman (Freddy), Betty Lou Gerson (Madame Toledo), Dorothy Granger (Irma Sanders), John Hubbard (Mr. Brown), Larry Johns (Roger), Robert Shayne (Clyde Sanders), Regis Toomey (Joe Mulligan)

## The Voice
- Prima televisiva: 11 dicembre 1954

### Trama
- Interpreti: Mickey Rooney (Mickey Mulligan), Carla Balenda (Pat), Claire Carleton (Nell Mulligan), Jimmy Cross (Glen), Joey Forman (Freddy), Clark Howat (Horton), John Hubbard (Mr. Brown), Regis Toomey (Joe Mulligan), Carleton Young (dottore)

## Miss I.B.C.
- Prima televisiva: 18 dicembre 1954

### Trama
- Interpreti: Mickey Rooney (Mickey Mulligan), Pat Carroll (Bobo)

## Fan Mail
- Prima televisiva: 25 dicembre 1954

### Trama
- Interpreti: Mickey Rooney (Mickey Mulligan), Carla Balenda (Pat), Claire Carleton (Nell Mulligan), Pauline Drake (Harriet Hotchkiss), Joey Forman (Freddy), John Hubbard (Mr. Brown), Fred Sherman (Mr. Keller), Regis Toomey (Joe Mulligan)

## Scoop Mulligan
- Prima televisiva: 1º gennaio 1955

### Trama
- Interpreti: Mickey Rooney (Mickey Mulligan), Carla Balenda (Pat), Claire Carleton (Nell Mulligan), Gene Coogan (Charlie), Bill Crago (Newscaster), Joey Forman (Freddy Devlin), Billy Griffith (City Editor), John Hubbard (Mr. Brown), Florence Ravenel (Maggie), Fred Sherman (Oliver Wentworth), Lew Smith (Mack), Regis Toomey (Joe Mulligan), Ray Walker (Al Harmon)

## The Fur Coat
- Prima televisiva: 8 gennaio 1955

### Trama
- Interpreti: Mickey Rooney (Mickey Mulligan), Carla Balenda (Pat), Ann Blackburn (Mrs. Hassendecker), Claire Carleton (Nell Mulligan), Joey Forman (Freddie), Barry Froner (Cromwell), John Hubbard (Mr. Brown), Regis Toomey (Joe Mulligan)

## The Basketball Star
- Prima televisiva: 15 gennaio 1955

### Trama
- Interpreti: Mickey Rooney (Mickey Mulligan), Carla Balenda (Pat), Claire Carleton (Nell Mulligan), Joey Forman (Freddy), Tom Hennesy (Tom), John Hubbard (Mr. Brown), Paul Savage (Bob Swanson), Regis Toomey (Joe Mulligan)

## The Wedding Present
- Prima televisiva: 22 gennaio 1955

### Trama
- Interpreti: Mickey Rooney (Mickey Mulligan), Carla Balenda (Pat), Gwen Caldwell (Eloise Higglesmith), Claire Carleton (Nell Mulligan), Joey Forman (Freddy Devlin), John Hubbard (Mr. Brown), Jack O'Shea (Man in Corridor), Franklin Pangborn (Mr. Bean), Regis Toomey (Joe Mulligan)

## Mickey and the Mummy
- Prima televisiva: 29 gennaio 1955

### Trama
- Interpreti: Mickey Rooney (Mickey Mulligan), Carla Balenda (Patricia Hardy), Regis Toomey (Joe Mulligan), Claire Carleton (Nell Mulligan), John Hubbard (Mr. Brown), Joey Forman (Freddy Devlin), Jan Arvan (Karl Kurtz), Roger Valmy (Max Kurtz), Joyce Gordon (Queen Neffer-Seti), Clark Howat (Harvey Flanders), J. Anthony Hughes (ufficiale Doyle)

## Seven Days to Doom
- Prima televisiva: 5 febbraio 1955

### Trama
- Interpreti: Mickey Rooney (Mickey Mulligan), Dick Elliott (Gus Henderson), Sig Frohlich (Dewey), Eddie Garr (James Dodd), John Hubbard (Mr. Brown), Ann Seaton (infermiera Edna), Russ Whitney (dottor Gerard), Guy Williams (Elliot Ross / Dr. Pierce)

## Cinderella Nell
- Prima televisiva: 12 febbraio 1955

### Trama
- Interpreti: Mickey Rooney (Mickey Mulligan), John Hubbard (Mr. Brown)

## Star Struck
- Prima televisiva: 19 febbraio 1955

### Trama
- Interpreti: Mickey Rooney (Mickey Mulligan), Leigh Snowden (Mona Sanders)

## The Average Man
- Prima televisiva: 26 febbraio 1955

### Trama
- Interpreti: Mickey Rooney (Mickey Mulligan), John Hoyt (Patterson), John Hubbard (Mr. Brown), Guy Williams (Network Executive)

## Friends and Foes
- Prima televisiva: 5 marzo 1955

### Trama
- Interpreti: Mickey Rooney (Mickey Mulligan), Helene Bank (infermiera)

## The Producer
- Prima televisiva: 12 marzo 1955

### Trama
- Interpreti: Mickey Rooney (Mickey Mulligan), Carla Balenda (Pat), Gwen Caldwell, Claire Carleton (Mrs. Mulligan), Jack Chefe, Joey Forman (Freddie), Sig Frohlich, John Hubbard (Mr. Brown), Regis Toomey (Mr. Mulligan), Connie Van (Betty Lou), Pierce Lyden (Trainer)

## Society Woman
- Prima televisiva: 26 marzo 1955

### Trama
- Interpreti: Mickey Rooney (Mickey Mulligan), Gail Bonney

## The Giant Killer
- Prima televisiva: 2 aprile 1955

### Trama
- Interpreti: Mickey Rooney (Mickey Mulligan), Joey Forman (Jack)

## The Surplus Store
- Prima televisiva: 16 aprile 1955

### Trama
- Interpreti: Mickey Rooney (Mickey Mulligan), Claire Carleton (Nell Mulligan), Bobby Faye (Carter), Joey Forman (Freddy Devlin), Olin Howland (Ralph Switzer), John Hubbard (Mr. Brown), Lou Krugman (Francois), Hal Taggart (Evans), Regis Toomey (Joe Mulligan), Dick Winslow (Thorpe)

## The Guardian
- Prima televisiva: 23 aprile 1955

### Trama
- Interpreti: Mickey Rooney (Mickey Mulligan), Carla Balenda (Pat), Claire Carleton (Mrs. Mulligan), Pattie Chapman, Joey Forman (Freddie), Byron Foulger, Sig Frohlich, John Hubbard (Mr. Brown), Hank Mann, Alan Reed Jr., Almira Sessions, Regis Toomey (Mr. Mulligan)

## The Robot
- Prima televisiva: 7 maggio 1955

### Trama
- Interpreti: Mickey Rooney (Mickey Mulligan), Carla Balenda (Patricia Hardy), Regis Toomey (Joe Mulligan), Claire Carleton (Nell Mulligan), John Hubbard (Mr. Brown), Joey Forman (Freddy Devlin), Archie Twitchell (colonnello Wormser), Coulter Irwin (tenente Wood), John Frank (dottor Chapman), Herman Hack (uomo nel padiglione)